# SpongeBob Squarepants en zijn vrienden: Samen Staan ze Sterk!
SpongeBob Squarepants en zijn vrienden: Samen Staan ze Sterk! (alternatieve titels zijn SpongeBob SquarePants and Friends: Unite! en Nicktoons Unite!) is een computerspel uit 2005. De Playstation 2 en GameCube versies van dit actiespel zijn ontwikkeld door Blue Tongue, en de Game Boy Advance en Nintendo DS versies door Climax, en uitgegeven door THQ.
Het spel gaat over personages van Nickelodeon die samenwerken om een kwaadaardig plan van  hun vijanden te stoppen.

## Gameplay
In de console versie kan de speler alleen spelen met drie computergestuurde personages, of er kunnen in multiplayer-modus tot 4 spelers tegelijk spelen (co-op). Tijdens het spel kan de speler wisselen tussen de krachten van elk personage. Zo kan SpongeBob pilaren opblazen met een Bubbelbom, Danny zijn Spookslag gebruiken op glas, Timmy kan met zijn Vrieshandschoen water bevriezen, en Jimmy heeft een krachtige Neutronvlam.
De Nintendo DS versie is een 3D platformer waarin de speler een van de vier personages bestuurt, en op ieder moment van personage kan wisselen via het onderste scherm. De Game Boy Advance versie is een 2D platformer, waarin de speler speelt als een van de twee personages, waarbij de andere computergestuurd is. Op bepaalde plekken kan er gewisseld worden naar andere personages.

## Personages
| Naam                  | Kracht | Tegenstander                |
| --------------------- | --- | --------------------------- |
| Timmy Turner          | Sterrenwerper, Vrieshandschoen, Cleft the Boy Chin Wonder en Cosmo en Wanda's wonderbaarlijke geneesmiddel | Denzel Crocker              |
| SpongeBob SquarePants | Schuimhandschoenen, Water opzuigen, DoodleBob-lokkertje en Bubbelbom                                       | Plankton                    |
| Danny Phantom         | Spookslag, Overschaduw, Faseverschuiving en Spokengejammer                                                 | Vlad Plasmius               |
| Jimmy Neutron         | Tornadospuwer,Krimpstraal, Neutronvlam en Quarterbackuitrusting                                            | Professor Finbar Calamiteit |

## Ontvangst
Het spel werd gemengd ontvangen in recensies. Men was positief over de eenvoud en besturing, maar vond vooral de monotone gameplay een kritiekpunt.
Op de website Metacritic heeft de PlayStation 2 versie van het spel een verzamelde score van 53%.